# Tatjana Skačko
Tatjana Viktorivna Skačko (ukrajinsko Тетяна Вікторівна Схачко), ukrajinska atletinja, * 18. avgust 1954, Vorošilovgrad, Sovjetska zveza.
Nastopila je na poletnih olimpijskih igrah leta 1980, kjer je osvojila bronasto medaljo v skoku v daljino.